# Open Biomedical Ontologies
 (avril 2023).
 (avril 2021).
Si vous disposez d'ouvrages ou d'articles de référence ou si vous connaissez des sites web de qualité traitant du thème abordé ici, merci de compléter l'article en donnant les références utiles à sa vérifiabilité et en les liant à la section « Notes et références ».
 (avril 2021).
La mise en forme du texte ne suit pas les recommandations de Wikipédia : il faut le « wikifier ».
Les points d'amélioration suivants sont les cas les plus fréquents. Le détail des points à revoir est peut-être précisé sur la page de discussion.
- Les titres sont pré-formatés par le logiciel. Ils ne sont ni en capitales, ni en gras.
- Le texte ne doit pas être écrit en capitales (les noms de famille non plus), ni en gras, ni en italique, ni en « petit »…
- Le gras n'est utilisé que pour surligner le titre de l'article dans l'introduction, une seule fois.
- L'italique est rarement utilisé : mots en langue étrangère, titres d'œuvres, noms de bateaux, etc.
- Les citations ne sont pas en italique mais en corps de texte normal. Elles sont entourées par des guillemets français : « et ».
- Les listes à puces sont à éviter, des paragraphes rédigés étant largement préférés. Les tableaux sont à réserver à la présentation de données structurées (résultats, etc.).
- Les appels de note de bas de page (petits chiffres en exposant, introduits par l'outil «  Source ») sont à placer entre la fin de phrase et le point final[comme ça].
- Les liens internes (vers d'autres articles de Wikipédia) sont à choisir avec parcimonie. Créez des liens vers des articles approfondissant le sujet. Les termes génériques sans rapport avec le sujet sont à éviter, ainsi que les répétitions de liens vers un même terme.
- Les liens externes sont à placer uniquement dans une section « Liens externes », à la fin de l'article. Ces liens sont à choisir avec parcimonie suivant les règles définies. Si un lien sert de source à l'article, son insertion dans le texte est à faire par les notes de bas de page.
- La présentation des références doit suivre les conventions bibliographiques. Il est recommandé d'utiliser les modèles {{Ouvrage}}, {{Chapitre}}, {{Article}}, {{Lien web}} et/ou {{Bibliographie}}. Le mode d'édition visuel peut mettre en forme automatiquement les références.
- Insérer une infobox (cadre d'informations à droite) n'est pas obligatoire pour parachever la mise en page.

Pour une aide détaillée, merci de consulter Aide:Wikification.
Si vous pensez que ces points ont été résolus, vous pouvez retirer ce bandeau et améliorer la mise en forme d'un autre article.
Open Biomedical Ontologies ou Open Biological and Biomedical Ontology (OBO abrégée, antérieurement Open Biological Ontologies) est un effort pour créer des ontologies (vocabulaires contrôlés dans lesquelles les termes peuvent être structurés dans des réseaux acyclique dirigés) à utiliser dans les domaines biologiques et médicaux.
Un sous-ensemble des ontologies OBO originales a démarré la fonderie OBO, qui dirige les efforts OBO depuis 2007. À partir de 2006, OBO fait partie des ressources du National Center for Biomedical Ontology où formera un élément central de BioPortal du NCBO. Le consortium OBO Foundry construit et maintient des ontologies OBO.

## OBO Foundry
La bibliothèque d'ontologies OBO forme la base de la OBO Foundry, une expérience collaborative entre un groupe de développeurs d'ontologies qui ont accepté à l'avance l'adoption d'un ensemble croissant de principes qui spécifient les meilleures pratiques dans le développement de l'ontologie. Ces principes sont conçus pour favoriser l'interopérabilité des ontologies dans le cadre plus large de l'OBO et également pour assurer une amélioration progressive de la qualité et de la rigueur formelle des ontologies. La bibliothèque travaille à concevoir des moyens de répondre aux besoins croissants d'intégration de données et d'informations dans le domaine biomédical.

## Projets liés

### Ontology Lookup Service
Le service de recherche d'ontologie est une spin-off du projet PRIDE, qui nécessite une interface de requête centralisée pour l'ontologie et une recherche de vocabulaire contrôlée. Alors que de nombreuses ontologies interrogeables OLS sont disponibles en ligne, chacune a son propre format d'interface de requête et de sortie. L'OLS fournit une interface de services Web pour interroger plusieurs ontologies à partir d'un seul emplacement avec un format de sortie unifié.

### Gene Ontology Consortium
Le but de Gene Ontology   (GO) est de produire un vocabulaire contrôlé qui peut être appliqué à tous les organismes, car la connaissance des fonctions des gènes et des protéines dans les cellules s'accumule et change. GO propose trois réseaux structurés de termes définis pour décrire les attributs du produit génique.

### Sequence Ontology
L'ontologie de séquence (SO) fait partie du projet Gene Ontology et le but est de développer une ontologie adaptée à la description de séquences biologiques. Il s'agit d'un effort conjoint de centres d'annotation du génome, notamment WormBase, le Berkeley Drosophila Genome Project, FlyBase, le groupe Mouse Genome Informatics et le Sanger Institute.

### Generic Model Organism Databases
La base de données générique des organismes modèles (GMOD) est un effort conjoint du système de base de données des organismes modèles WormBase, FlyBase, Mouse Genome Informatics, Gramene, Rat Genome Database, EcoCyc et The Arabidopsis Information Resource pour développer des composants réutilisables appropriés. création de nouvelles bases de données pour la communauté de la biologie.

### Standards and Ontologies for Functional Genomics
SOFG est à la fois une outille de réunion et un site Web; Il vise à rassembler des biologistes, des bioinformaticiens et des informaticiens qui développent et utilisent des normes et des ontologies, pour améliorer la description des expériences de génomique fonctionnelle à haut débit.

### FGED
La société FGED est une organisation internationale de biologistes, d'informaticiens et d'analystes de données qui vise à faciliter l'échange de données de puces à ADN générées par des expériences de génomique fonctionnelle.

### Ontology for Biomedical Investigations
L'Ontology for Biomedical Investigations (OBI) est une ontologie intégrée en libre accès pour la description des investigations biologiques et cliniques. OBI fournit un modèle pour la conception d'une enquête, les protocoles et instruments utilisés, les matériaux utilisés, les données générées et le type d'analyse qui y est effectuée. Le projet est développé dans le cadre de la fonderie OBO et en tant que tel adhère à tous les principes qui y sont tels que la couverture orthogonale (c'est-à-dire une délimitation claire des autres ontologies des membres de la fonderie) et l'utilisation d'un langage formel commun. Dans OBI, le langage formel commun utilisé est le langage d'ontologie Web (OWL).

### Plant ontology
Le Plant Ontology Consortium (POC) vise à développer, organiser et partager des vocabulaires contrôlés structurés (ontologies) qui décrivent les structures des plantes et les étapes de croissance / développement. Grâce à cet effort, le projet vise à faciliter une consultation approfondie des bases de données afin d'encourager l'utilisation constante de ces vocabulaires dans l'annotation de l'expression tissulaire et / ou spécifique au stade de croissance de gènes, de protéines et de phénotypes.

### Phenoscape
Phenoscape est un projet visant à développer une base de données de données phénotypiques pour les espèces dans tout l'Ostariophysi, un grand groupe de poissons téléostéens. Les données ont été capturées à l'aide d'annotations combinant des termes d'une ontologie d'anatomie, une ontologie taxonomique associée et des termes de qualité de l'ontologie PATO des qualités phénotypiques. Diverses autres ontologies OBO sont également utilisées. L'ontologie d'anatomie a été développée à partir de l'ontologie d'anatomie du poisson zèbre développée par le réseau d'information du poisson zèbre.

## OBO Et Web Sémantique

### OBO & OWL Roundtrip Transformations
Dans le cadre d'un effort communautaire, une cartographie commune standard a été créée pour les transformations aller-retour sans perte entre les ontologies biomédicales ouvertes (OBO) et OWL. L'enquête contient un examen méthodique de chacune des constructions OBO, similaire à la pile du Web sémantique.